# Kesterter Schwarze
|  | Dieser Artikel wurde aufgrund von formalen oder inhaltlichen Mängeln in der Qualitätssicherung Biologie im Abschnitt „Kulturpflanzensorten“ zur Verbesserung eingetragen. Dies geschieht, um die Qualität der Biologie-Artikel auf ein akzeptables Niveau zu bringen. Bitte hilf mit, diesen Artikel zu verbessern! Artikel, die nicht signifikant verbessert werden, können gegebenenfalls gelöscht werden. Lies dazu auch die näheren Informationen in den Mindestanforderungen an Biologie-Artikel. |

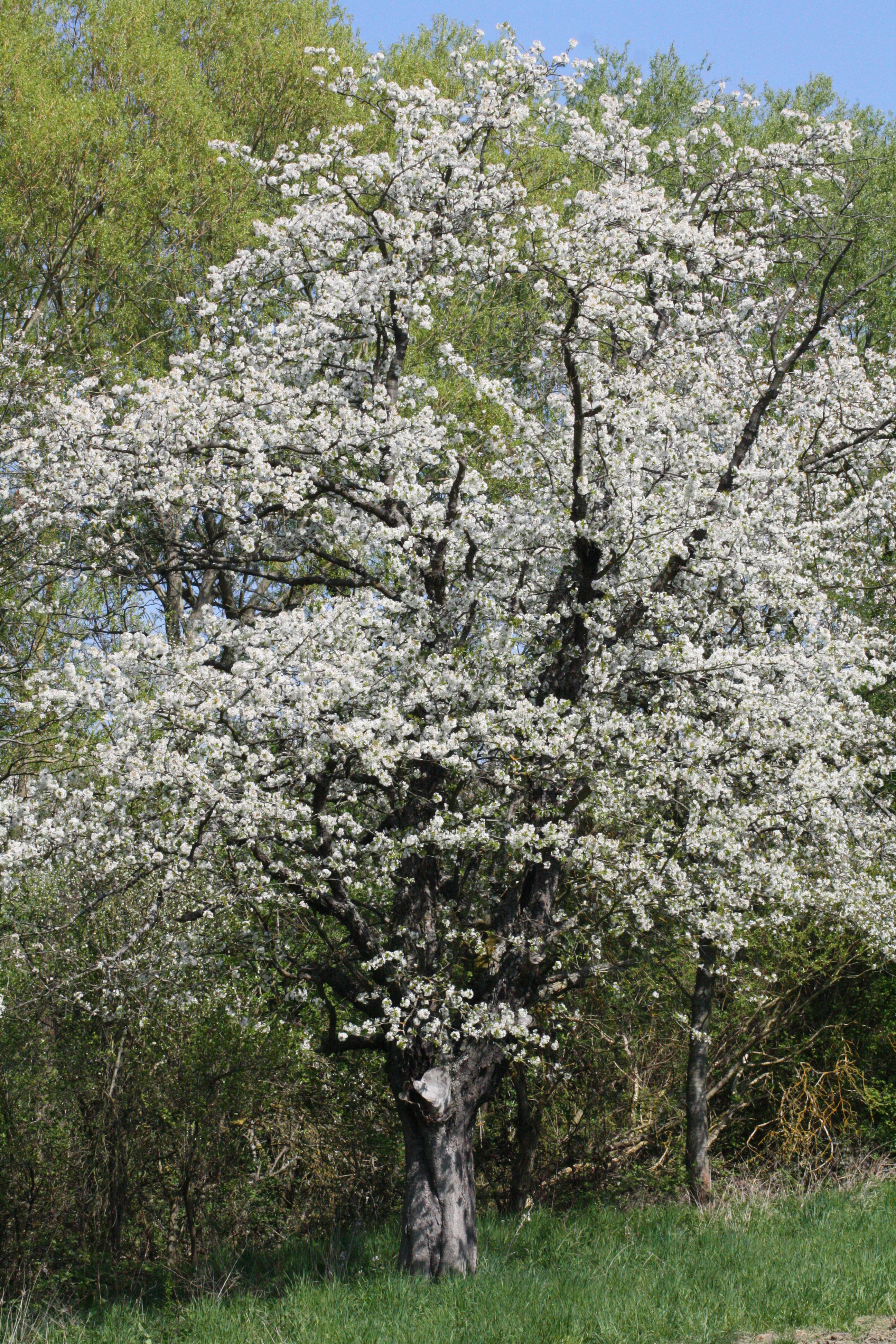
Blühender Baum der Sorte ‘Kesterter Schwarze’

Die ‘Kesterter Schwarze’ ist eine lokale, frühe Süßkirschensorte aus Kestert am oberen Mittelrhein, dort auch ‘Berzemichels’ genannt, in Holzfeld (linksrheinisch) ‘Alte Schwarze’. Wahrscheinlich wurde diese Sorte in der ersten Hälfte des 19. Jahrhunderts als Sämling kultiviert.
‘Kesterter Schwarze’ wurde aufgrund des hohen Zuckergehalts früher auch zum Süßen und Brennen verwendet. Sie wurde als ‘Tafelkirsche allerersten Ranges’ gelobt (Wagner, 1928).

## Merkmale
Bäume der Sorte ‘Kesterter Schwarze’ sind sehr stark wachsend und bilden große, langlebige Landschaftsbäume mit riesiger hoher Krone mit steil aufstrebenden Leitästen. Die Kirsche blüht früh. Die Blüte ist mittelgroß, die Blütenblätter sind rundlich und sich berührend.‘Kesterter Schwarze’ ist etwas anfällig für Schrotschuss, jedoch sonst robust. ‘Kesterter Schwarze’ bildet kleine bis mittelgroße Früchte mit mittelfestem „Fleisch“. Reif ist die Frucht in der zweiten bis dritten Kirschwoche. Vollreif ist sie tiefschwarz glänzend. Das Fleisch der eher kleinen Frucht ist schwarzrot mittelfest, aromatisch und sehr süß mit viel Säure  und leichtem Bittermandelaroma. Sie trocknet am Baum. Niedrgefallende Früchte wurden früher gesammelt und wie Rosinen gegessen.

## Gefährdung
Der Bestand von ‘Kesterter Schwarze’ ist stark gefährdet. Nur noch ein ausgewachsenes, relativ gesundes Exemplar ist bekannt. Ende der 50er, Anfang der 60er-Jahre wurden die Bäume der Kesterter Schwarze langsam ausgerodet, da die Marktpreise sehr rückläufig waren und sie am Markt nicht mehr gefragt war (Rheinzeitung, 5. Jan. 1960). Der Heimatverein Kestert 2015 e. V. bemüht sich, diese Kirschsorte im Rahmen der Biodiversität zu erhalten. Eine Neuanpflanzung „Kirchköppel“ wurde ab 2015 mit zahlreichen Jungbäumen – überwiegend als Halbstämme, aber auch als Buschbaum (Gisela 5) – angelegt. Im Jahre 2019 folgte eine größere Baumreihe, diesmal mit traditionellen Hochstämmen in Oberkestert.